# Etoh
Etoh (エト?) è un personaggio immaginario, uno dei protagonisti del franchise giapponese Record of Lodoss War, ideato da Ryō Mizuno. Etoh è uno dei personaggi principali della serie OAV Record of Lodoss War ed ha un ruolo, sebbene più marginale, anche nella prima parte della serie Record of Lodoss War: La saga dei cavalieri. 

## Il personaggio
Etoh è un ragazzo di natura generosa e gentile, sacerdote di Falis. È il migliore amico di Parn sin dall'infanzia e si unisce a lui proprio in virtù della loro amicizia. Nonostante il temperamento un po' infantile, Etoh si rivelerà un abile combattente, padrone nell'utilizzo del bastone da combattimento, oltre che un mago dai poteri preziosissimi. Alla fine della storia dell'anime Etoh sposerà l'amata principessa Fianna, insieme alla quale diventerà sovrano del regno di Valis.

### Aspetto
Etoh è piuttosto basso e abbastanza tarchiato, figura antitetica rispetto all'atletico amico. Veste con la divisa degli appartenenti al clero della dea Falis, una tunica bianca con rifiniture dorate, e con uno zucchetto viola. Per viaggiare si copre con un mantello coordinato con la tunica.

### Poteri e abilità
In qualità di chierico, Etoh è in grado di utilizzare incantesimi di guarigione e di benedizione dalle capacità sbalorditive, che possono curare ferite e lacerazione anche più velocemente delle moderne tecniche scientifiche. Nonostante il fisico poco tonico e il carattere pacato e avverso allo scontro, dimostra una buona tecnica nell'utilizzo del suo bastone da combattimento ed è perfettamente capace di difendersi in caso di bisogno.

## Doppiatori
In Record of Lodoss War, Etoh è doppiato in giapponese da Kappei Yamaguchi, in inglese da Ted Lewis, in italiano da Nicola Bartolini Carrassi, in francese da Cyrille Artaux, in Spagnolo da Albert Trifol Segarra ed in tedesco da Stefan Krause. 